# Saya no Uta
Saya no Uta és una novel·la visual de terror lovecraftià i romàntica publicat al Japó el 2003, desenvolupat per Nitroplus i guionitzat per Urobuchi Gen. El 2013 fou publicat als Estats Units d'Amèrica per JAST USA. El 2011 l'editorial dels Estats Units d'Amèrica IDW publicà una adaptació en format còmic anomenada Song of Saya. El còmic fou il·lustrat per Yair Herrera i guionitzat per Daniel Liatowitsch i Todd Ocvirk i té influència de les obres de David Cronenberg.
La història és protagonitzada per Fuminori, un estudiant de medicina que ha patit un accident de tràfic amb els seus pares que li ha trastocat la percepció. La percepció que té del món és la d'un lloc carnós habitat per criatures abominables. Al llarg del desenvolupament de la història apareix assassinat, segrests, canibalisme, violació, pedofília, esclavatge sexual, sexe dur i mutilacions. La interacció amb la història és escassa.
El personatge de Saya apareix al videojoc de lluita Nitroplus Blasterz -HEROINES INFINITE DUEL-.
Va ser desenvolupat utilitzant NScripter.
A Gamezone el criticaren positivament la banda sonora i la part visual.